# Mount Bachelor
Mount Bachelor (voorheen Bachelor Butte) is een 2764 meter hoge stratovulkaan boven op een schildvulkaan in de Cascade Range in het midden van de Amerikaanse staat Oregon. De berg bevindt zich ten westen van de stad Bend.
Sinds 1958 is er een wintersportgebied op de noordflank van Mount Bachelor. Er zijn twaalf liftjes en 71 pistes. Het skigebied is een van de grootste in de regio Pacific Northwest en het op een na grootste in de VS dat volledig rond één berg gelegen is.

## Fotogalerij

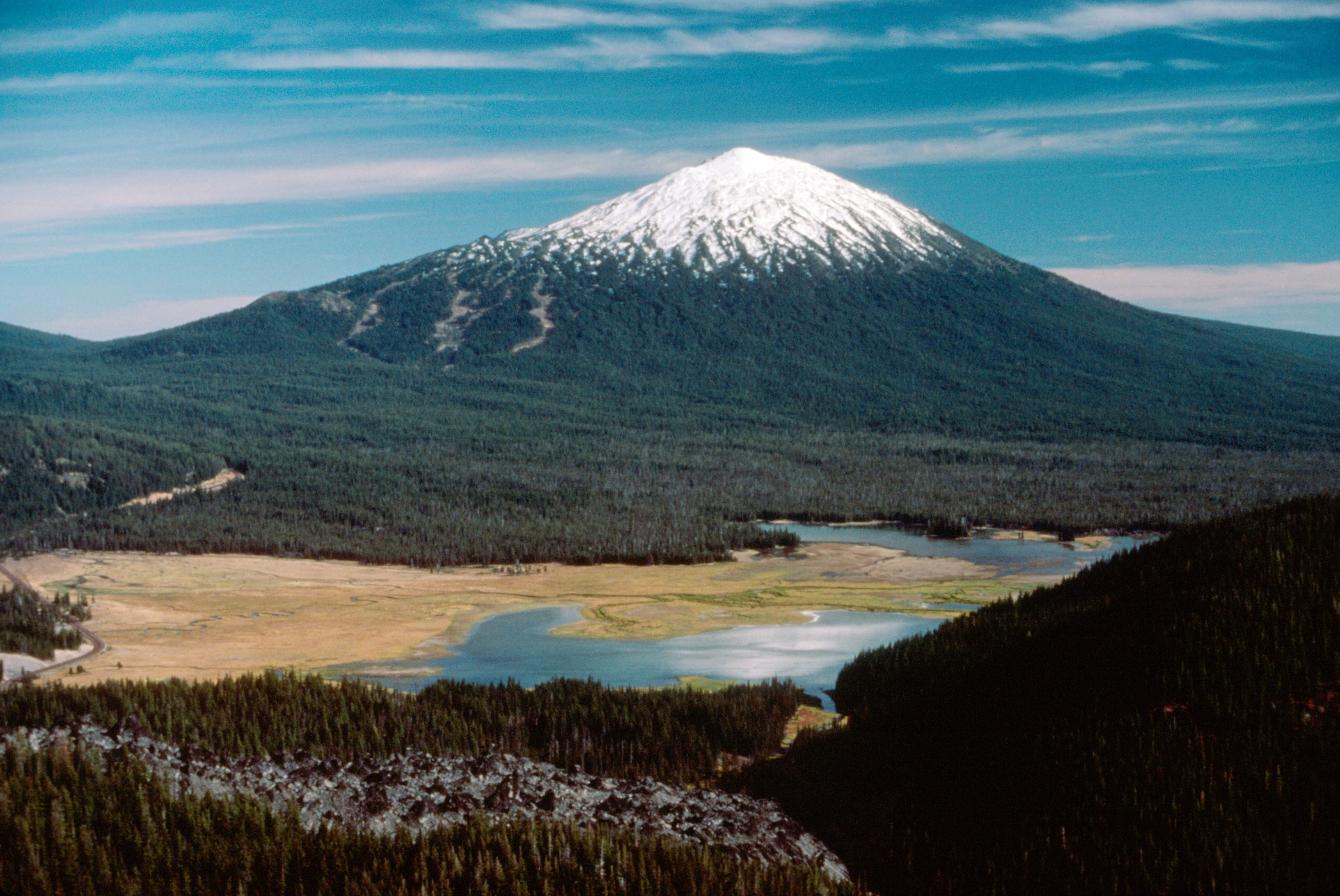
Foto van Mount Bachelor uit 1985
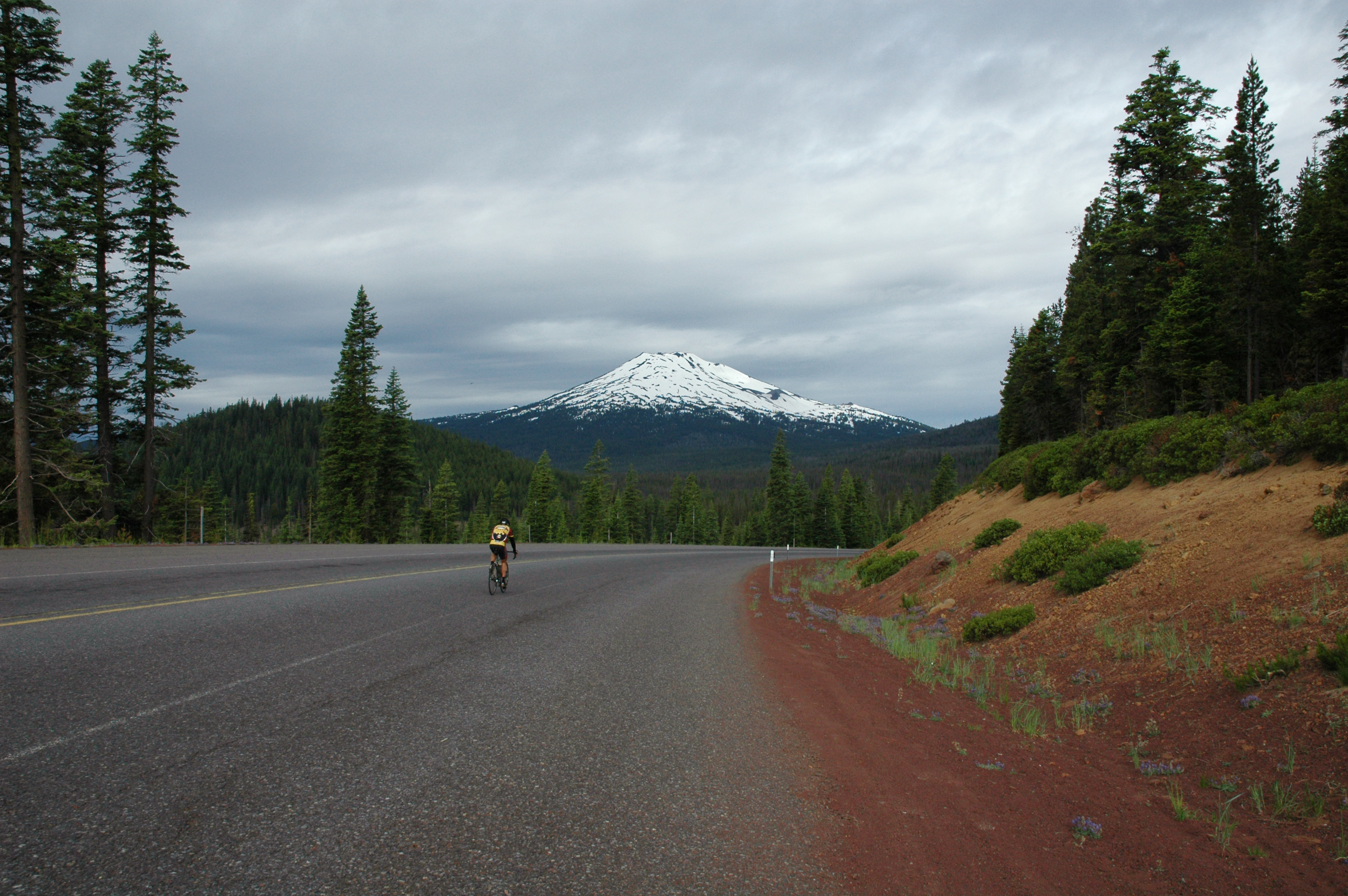
Mount Bachelor vanuit het oosten, met de Cascade Lakes Scenic Byway op de voorgrond
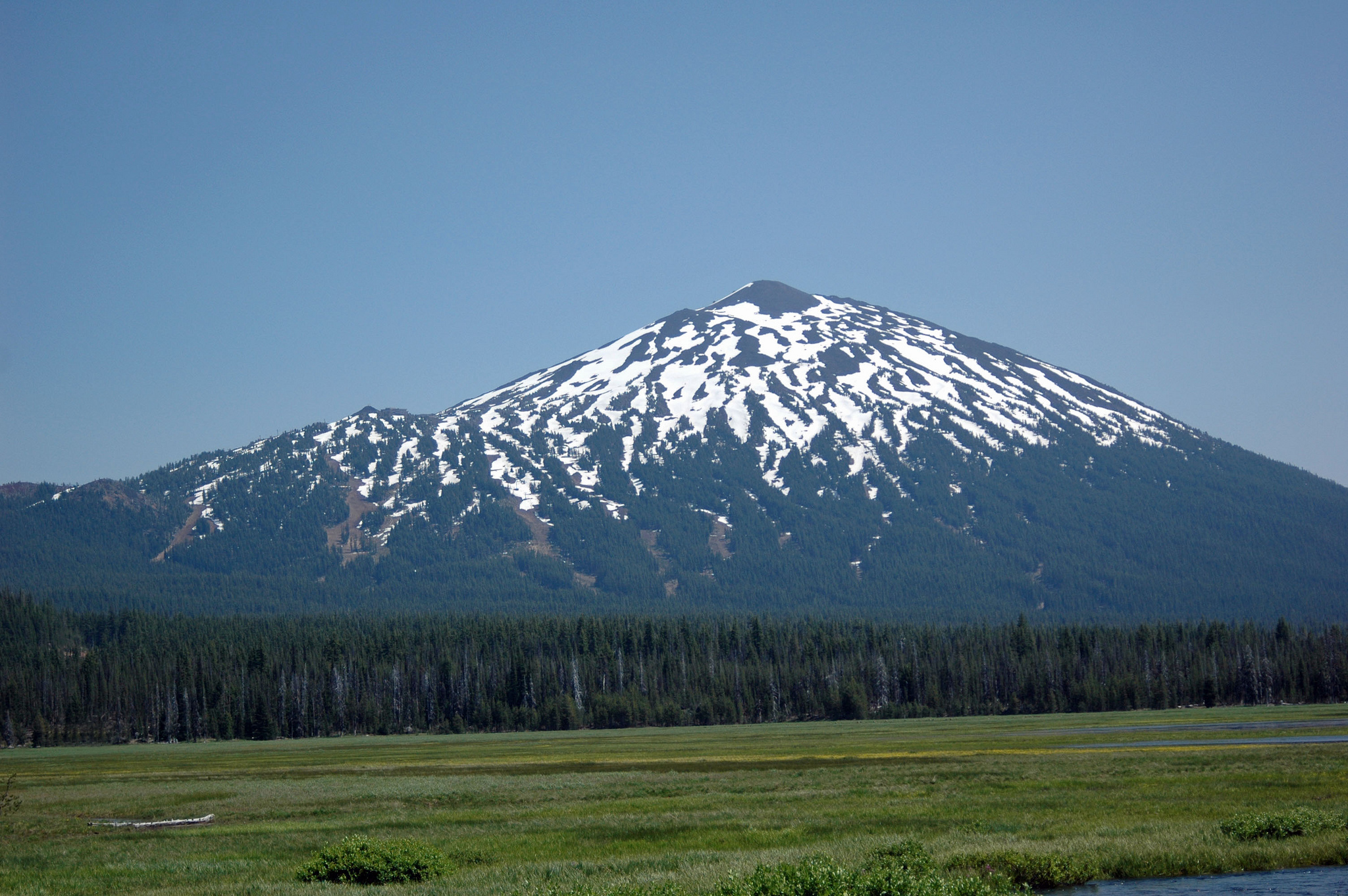
De berg vanaf Sparks Lake, in het noordwesten
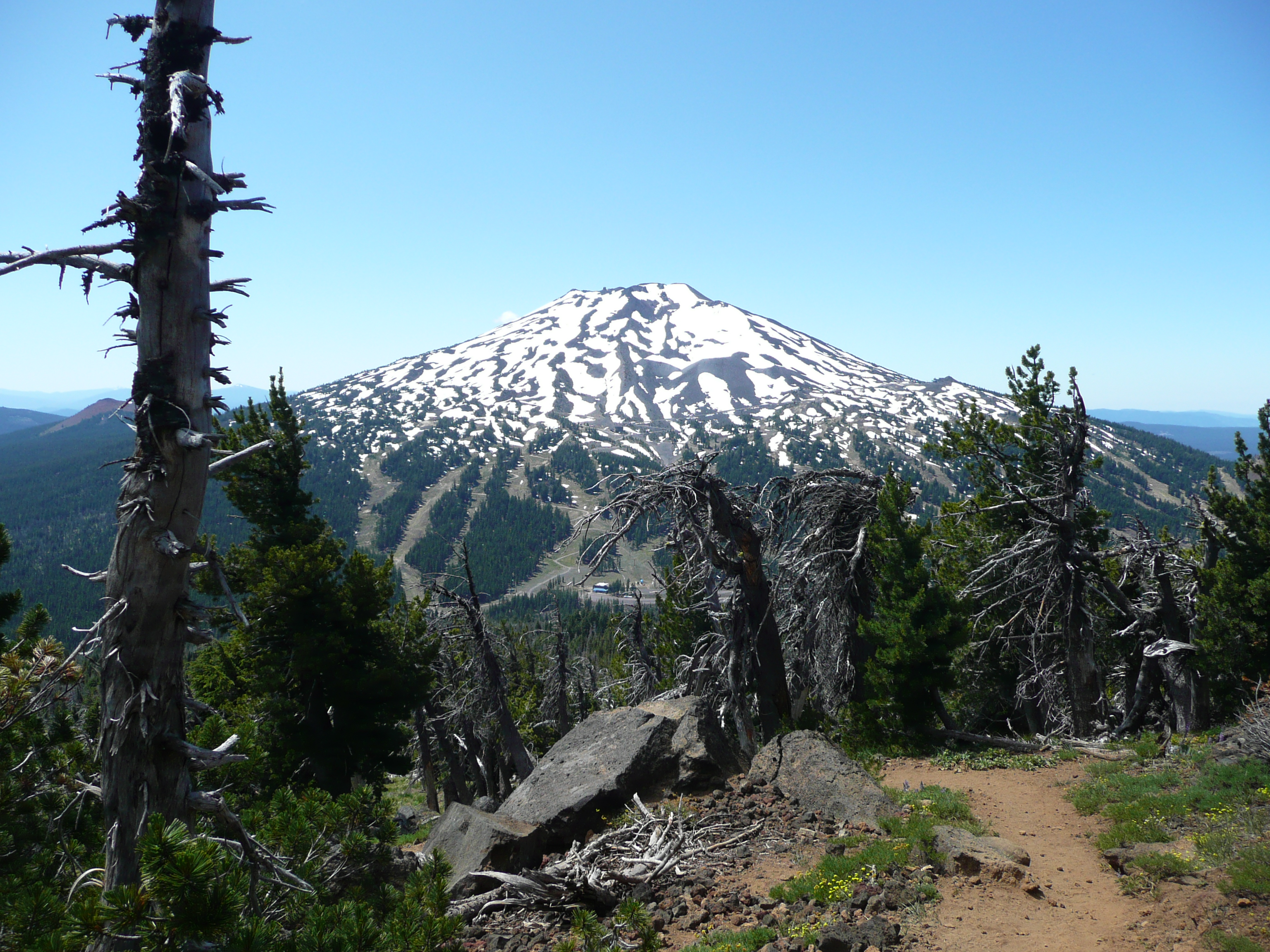
Gezien vanaf Tumalo Mountain in het noordoosten